# 24 uur van Le Mans 1959

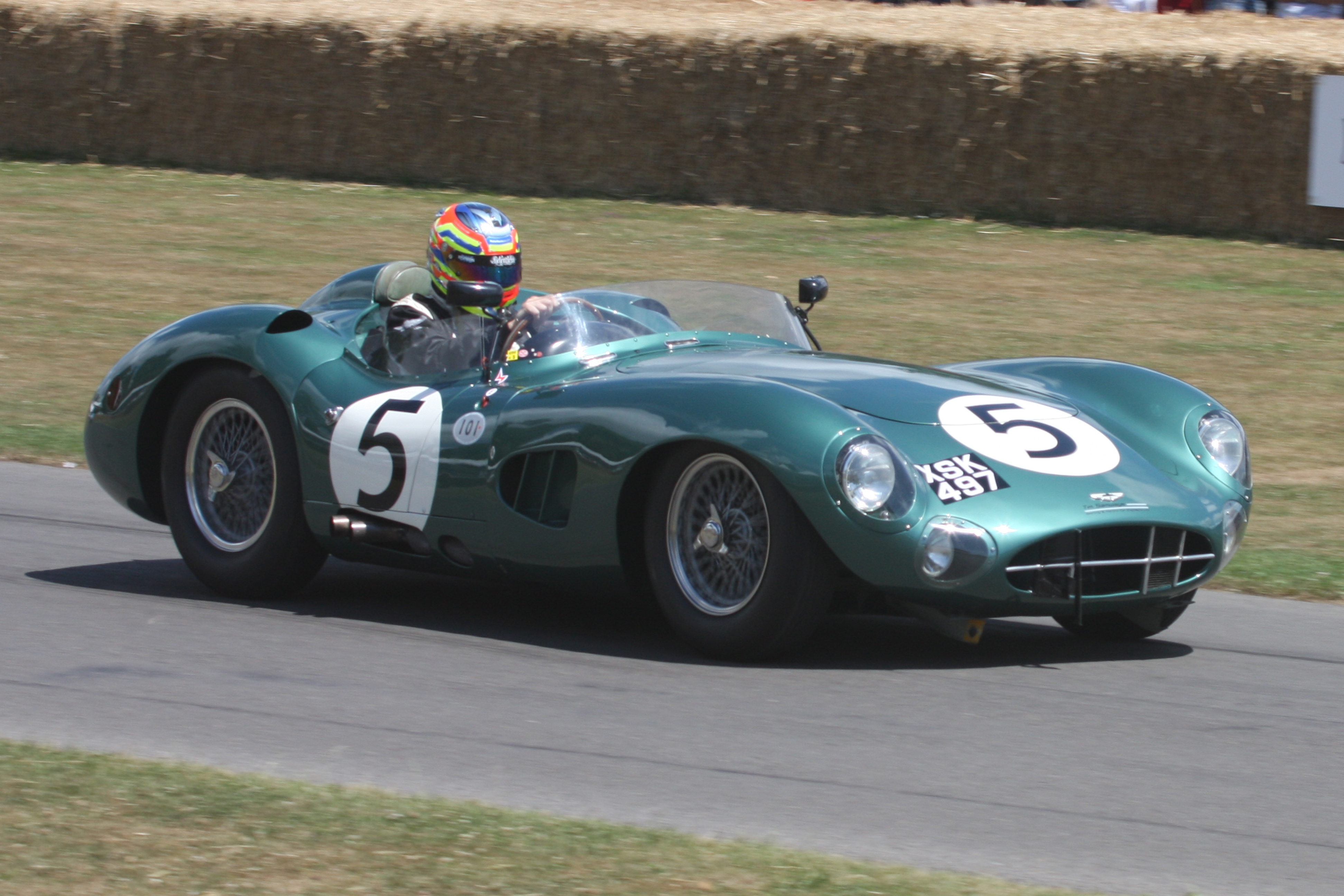
De winnende auto: de Aston Martin DBR1/300 #5.

De 24 uur van Le Mans 1959 was de 27e editie van deze endurancerace. De race werd verreden op 20 en 21 juni 1959 op het Circuit de la Sarthe nabij Le Mans, Frankrijk.
De race werd gewonnen door de David Brown Racing Dept #5 van Roy Salvadori en Carroll Shelby, die allebei hun enige Le Mans-zege behaalden. De GT3.0-klasse werd gewonnen door de Equipe Nationale Belge #11 van Jean Blaton en Leon Dernier. De GT2.0-klasse werd gewonnen door de Rudd Racing #29 van Ted Whiteaway en John Turner. De GT1.5-klasse werd gewonnen door de W.S. Frost #41 van Peter Lumsden en Peter Riley. De GT750-klasse werd gewonnen door de Automobiles Deutsch et Bonnet #46 van René Cotton en Louis Cornet.

## Race
Winnaars in hun klasse zijn vetgedrukt. Auto's die minder dan 70% van de afstand van de winnaar van hun klasse hadden afgelegd werden niet geklasseerd.
| Pos. | Klasse | No. | Team                          | Coureurs                                      | Chassis                     | Motor                         | Ronden |
| ---- | ------ | --- | ----------------------------- | --------------------------------------------- | --------------------------- | ----------------------------- | ------ |
| 1    | S3.0   | 5   | David Brown Racing Dept       | Roy Salvadori Carroll Shelby                  | Aston Martin DBR1/300       | Aston Martin 3.0L S6          | 323    |
| 2    | S3.0   | 6   | David Brown Racing Dept       | Maurice Trintignant Paul Frère                | Aston Martin DBR1/300       | Aston Martin 3.0L S6          | 322    |
| 3    | GT3.0  | 11  | Equipe Nationale Belge        | Jean Blaton Leon Dernier                      | Ferrari 250 GT LWB          | Ferrari 3.0L V12              | 297    |
| 4    | GT3.0  | 18  | North American Racing Team    | George Arents André Pilette                   | Ferrari 250 GT LWB          | Ferrari 3.0L V12              | 296    |
| 5    | GT3.0  | 16  | Fernand Tavano                | Fernand Tavano Bob Grossman                   | Ferrari 250 GT California   | Ferrari 3.0L V12              | 294    |
| 6    | GT3.0  | 20  | / Lino Fayen                  | Lino Fayen Gino Munaron                       | Ferrari 250 GT LWB          | Ferrari 3.0L V12              | 293    |
| 7    | GT2.0  | 29  | Rudd Racing                   | Ted Whiteaway John Turner                     | AC Ace                      | Bristol 1971cc S6             | 273    |
| 8    | GT1.5  | 41  | W.S. Frost                    | Peter Lumsden Peter Riley                     | Lotus Elite                 | Coventry Climax FWE 1216cc S4 | 270    |
| 9    | GT750  | 46  | Automobiles Deutsch et Bonnet | René Cotton Louis Cornet                      | DB HBR-5 Spyder             | Panhard 745cc F2              | 258    |
| 10   | GT1.5  | 42  | Border Reivers                | John Whitmore Jim Clark                       | Lotus Elite                 | Coventry Climax FWE 1216cc S4 | 257    |
| 11   | GT750  | 45  | Automobiles Deutsch et Bonnet | Paul Armagnac Bernard Consten                 | DB HBR-5 Spyder             | Panhard 745cc F2              | 247    |
| 12   | GT750  | 44  | Sture Nottorp                 | Sture Nottorp Gunnar Bengtsson                | Saab 93 Sport GT 750        | Saab 748cc S3 (tweetaktmotor) | 232    |
| NC   | S750   | 55  | Automobili Stanguellini       | Roger Delageneste Paul Guiraud                | Stanguellini 750 Sport      | Fiat 741cc S4                 | 220    |
| DNF  | S3.0   | 14  | Scuderia Ferrari              | Olivier Gendebien Phil Hill                   | Ferrari 250 TR/59           | Ferrari 3.0L V12              | 263    |
| DNF  | GT2.0  | 25  | Standard Triumph Ltd          | Richard Stoop Peter Jopp                      | Triumph TR3S                | Triumph 1984cc S4             | 245    |
| DNF  | S1.5   | 37  | Ed Hugus                      | Ed Hugus Ray Erickson                         | Porsche 718 RSK             | Porsche 1498cc F4             | 240    |
| DNF  | S1.5   | 35  | Jean Kerguen                  | Jean Kerguen Robert La Caze                   | Porsche 550A                | Porsche 1498cc F4             | 229    |
| DNF  | S1.5   | 36  | Ecurie Maarsbergen            | Carel Godin de Beaufort Christian Heins       | Porsche 718 RSK             | Porsche 1498cc F4             | 186    |
| DNF  | GT2.0  | 33  | Ted Lund                      | Ted Lund Colin Escott                         | MG A Twin Cam               | BMC 1588cc S4                 | 185    |
| DNF  | S2.0   | 31  | Porsche KG                    | Wolfgang von Trips Jo Bonnier                 | Porsche 718 RSK             | Porsche 1587cc F4             | 182    |
| DNF  | S1.1   | 49  | Roger Masson                  | Roger Masson Jean Vinatier                    | DB HBR-5 GTS-Coupé          | Panhard 851cc F2              | 179    |
| DNF  | S750   | 48  | Automobiles Deutsch et Bonnet | René Bartholoni François Jaeger               | DB HBR-5 Coupé              | Panhard 745cc F2              | 169    |
| DNF  | S1.5   | 34  | Porsche KG                    | Edgar Barth Wolfgang Seidel                   | Porsche 718 RSK             | Porsche 1498cc F4             | 168    |
| DNF  | S750   | 53  | Team Lotus Engineering        | Alan Stacey Keith Greene                      | Lotus 17 LM                 | Coventry Climax FWMA 742cc S4 | 156    |
| DNF  | S3.0   | 8   | Ecurie Ecosse                 | Ron Flockhart John Lawrence                   | Tojeiro                     | Jaguar 3.0L S6                | 137    |
| DNF  | S3.0   | 12  | Scuderia Ferrari              | Jean Behra Dan Gurney                         | Ferrari 250 TR/59           | Ferrari 3.0L V12              | 129    |
| DNF  | S3.0   | 1   | Brian Lister Engineering      | Ivor Bueb Bruce Halford                       | Lister Sport                | Jaguar 3.0L S6                | 121    |
| DNF  | S2.0   | 30  | Team Lotus Engineering        | Graham Hill Derek Jolly                       | Lotus 15 LM                 | Coventry Climax 1963cc S4     | 119    |
| DNF  | GT2.0  | 27  | Standard Triumph Ltd          | Ninian Sanderson Claude Dubois                | Triumph TR3S                | Triumph 1984cc S4             | 114    |
| DNF  | S3.0   | 19  | Edwin Martin                  | Edwin Martin Bill Kimberly                    | Ferrari 250 TR/58           | Ferrari 3.0L V12              | 108    |
| DNF  | GT1.5  | 38  | Equipe Los Amigos             | Jean-Claude Vidilles Jean-François Malle      | Lotus Elite                 | Coventry Climax FWE 1216cc S4 | 105    |
| DNF  | S750   | 52  | Automobili OSCA               | Jean Laroche André Testut                     | OSCA 750S                   | OSCA 742cc S4                 | 88     |
| DNF  | S2.0   | 24  | Cooper Car Company            | Jim Russell Bruce McLaren                     | Cooper T49 'Monaco'         | Coventry Climax FPF 1964cc S4 | 79     |
| DNF  | S2.0   | 32  | Porsche KG                    | Hans Herrmann Umberto Maglioli                | Porsche 718 RSK             | Porsche 1587cc F4             | 78     |
| DNF  | S3.0   | 4   | David Brown Racing Dept.      | Stirling Moss Jack Fairman                    | Aston Martin DBR1/300       | Aston Martin 3.0L I6          | 70     |
| DNF  | S3.0   | 3   | Ecurie Ecosse                 | Innes Ireland Masten Gregory                  | Jaguar D-Type               | Jaguar 3.0L S6                | 70     |
| DNF  | GT750  | 50  | Alejandro de Tomaso           | Alejandro de Tomaso Colin Davis               | DB HBR-5 Spyder             | Panhard 745cc F2              | 63     |
| DNF  | S2.0   | 23  | Scuderia Ferrari              | Giorgio Scarlatti Giulio Cabianca             | Dino 196 S                  | Ferrari 1984cc V6             | 63     |
| DNF  | S750   | 62  | Société E.F.A.C.              | René-Philippe Faure Georges Guyot             | Stanguellini EFAC 750 Sport | Fiat 741cc S4                 | 58     |
| DNF  | GT1.1  | 59  | Jacques Faucher               | Jacques Faucher Gérard Leffargue              | DB HBR-5 Super Rallye       | Panhard 851cc F2              | 53     |
| DNF  | S3.0   | 7   | Graham Whitehead              | Graham Whitehead Brian Naylor                 | Aston Martin DBR1/300       | Aston Martin 3.0L S6          | 52     |
| DNF  | S3.0   | 2   | Brian Lister Engineering      | Walt Hansgen Peter Blond                      | Lister Sport                | Jaguar 3.0L S6                | 52     |
| DNF  | S3.0   | 10  | Equipe Nationale Belge        | Lucien Bianchi Alain de Changy                | Ferrari 250 TR/58           | Ferrari 3.0L V12              | 47     |
| DNF  | S3.0   | 15  | Scuderia Ferrari              | Cliff Allison Hermano da Silva Ramos          | Ferrari 250 TR/59           | Ferrari 3.0L V12              | 41     |
| DNF  | S750   | 56  | Automobili Stanguellini       | René-Louis Revillon Joseph Dieu               | Stanguellini 750 Sport      | Fiat 741cc S4                 | 37     |
| DNF  | GT750  | 43  | Sid Hurrell                   | Sid Hurrell Roy North                         | Saab 93 Sport GT 750        | Saab 748cc S3 (tweetaktmotor) | 35     |
| DNF  | GT2.0  | 26  | Standard Triumph Ltd          | Peter Bolton Mike Rothschild                  | Triumph TR3S                | Triumph 1984cc S4             | 35     |
| DNF  | S750   | 51  | Automobili OSCA               | Pedro Rodríguez Ricardo Rodríguez             | OSCA 750S                   | OSCA 749cc S4                 | 32     |
| DNF  | GT2.0  | 60  | John Dashwood                 | John Dashwood William Wilks                   | Fraser Nash Le Mans Coupé   | Bristol 1971cc S6             | 30     |
| DNF  | S750   | 54  | Team Lotus Engineering        | Mike Taylor Jonathan Sieff                    | Lotus 17 LM                 | Coventry Climax FWMA 742cc S4 | 23     |
| DNF  | GT3.0  | 21  | Écurie Trois Chevrons         | Hubert Patthey Renaud Calderari               | Aston Martin DB4 GT         | Aston Martin 3.0L S6          | 21     |
| DNF  | S3.0   | 17  | North American Racing Team    | Rod Carveth Gil Geitner                       | Ferrari 250 TR/58           | Ferrari 3.0L V12              | 21     |
| DNF  | GT750  | 47  | Automobiles Deutsch et Bonnet | Gérard Laureau Pierre Chancel                 | DB HBR-5 Coupé              | Panhard 745cc F2              | 9      |
| DNS  | GT1.5  | 58  | Richard Stoop                 | Douglas Graham Mike McKee                     | Lotus Elite                 | Coventry Climax FWE 1216cc S4 | 0      |
| DNA  | S3.0   | 9   | Equipe Nationale Belge        | Lucien Bianchi Mauro Bianchi Jacques Croisier | Lister Sport                | Jaguar 3.0L S6                | 0      |
| DNA  | GT2.0  | 28  | Equipe Nationale Belge        | André Pilette Armand Blaton                   | AC Ace                      | Bristol 1971cc S6             | 0      |
| DNA  | GT1.5  | 39  | Squadra Virgilio Conrero      |                                               | Alfa Romeo Giulietta SV     | Alfa Romeo 1290cc S4          | 0      |
| DNA  | GT1.5  | 40  | Squadra Virgilio Conrero      | José Rosinski Claude Bobrowski                | Alfa Romeo Giulietta SV     | Alfa Romeo 1290cc S4          | 0      |
| DNA  | GT1.5  | 57  | Team Lotus Engineering        | Colin Chapman                                 | Lotus Elite                 | Coventry Climax FWE 1216cc S4 | 0      |

1923 · 1924 · 1925 · 1926 · 1927 · 1928 · 1929 · 1930 · 1931 · 1932 · 1933 · 1934 · 1935 · 1936 · 1937 · 1938 · 1939 · 1940 - 1948 · 1949 · 1950 · 1951 · 1952 · 1953 · 1954 · 1955 (Ramp) · 1956 · 1957 · 1958 · 1959 · 1960 · 1961 · 1962 · 1963 · 1964 · 1965 · 1966 · 1967 · 1968 · 1969 · 1970 · 1971 · 1972 · 1973 · 1974 · 1975 · 1976 · 1977 · 1978 · 1979 · 1980 · 1981 · 1982 · 1983 · 1984 · 1985 · 1986 · 1987 · 1988 · 1989 · 1990 · 1991 · 1992 · 1993 · 1994 · 1995 · 1996 · 1997 · 1998 · 1999 · 2000 · 2001 · 2002 · 2003 · 2004 · 2005 · 2006 · 2007 · 2008 · 2009 · 2010 · 2011 · 2012 · 2013 · 2014 · 2015 · 2016 · 2017 · 2018 · 2019 · 2020 · 2021 · 2022 · 2023 · 2024